# إعصار سودلور
إعصار سودلور أو اعصار هانَّا (بالإنجليزية: Typhoon Soudelor، بالفلبينية: Typhoon Hanna) هو أحد أشد الأعاصير المدارية المتطورة في نصف الكرة الشمالي حتى موسم أعاصير المحيط الهادي 2015، وكان سودلور قد أوقع آثار حادة وخسائر كبيرة في جزر ماريانا الشمالية وتايوان، وشرق الصين، مما أدى إلى ما لا يقل عن 37 حالة وفاة مؤكدة، تأثر سكان اليابان وكوريا الجنوبية والفلبين بآثار أقل حدة.

## الإعصار
العاصفة تكررت للمرة الثالثة عشرة في موسم الأعاصير السنوي، شكلت سودلور عاصفة استوائية بالقرب من الجزيرة البركانية بونبي في 29 يوليو، وبدأت في بداية التشكل السير ببطء في فترة من التكثيف السريع حتى 2 أغسطس، ثم أخذت العاصفة في الوصول إلى اليابسة ابتداءً من جزيرة سايبان في وقت لاحق من يوم الثاني من أغسطس، مما تسبب بأضرر واسعة، وبسبب الظروف البيئية المواتية، وصل عمق كثافة الاعصار ذروته مع رياح بلغت سرعتها 215 كم/ساعة (130 ميلا في الساعة)، وبلغ الضغط الجوي 900 باسكال (مليبار: 26.58 بوصة زئبقية) في الثالث من أغسطس، قيم مركز الاعاصير المشترك سرعة الرياح بمعدل 285 كم/ساعة (180 ميلا في الساعة)، مما جعل سودلور اعصار سوبر، أعقب ذلك تحرك العاصفة نحو الغرب والشمال الغربي، ووصل اعصار سودلور اليابسة في مدينة هوالين في تايوان، في وقت متأخر يوم 7 أغسطس، وظهر الاعصار في مضيق تايوان في وقت مبكر من اليوم التالي، وسرعان ما انتقل الاعصار إلى شرق الصين يصاحبه منخفض مداري في 9 أغسطس.

## الخسائر
يعتبر اعصار سودلور أسوأ عاصفة تضرب جزيرة سايبان في جزر ماريانا الشمالية منذ ما يقرب من 30 عاما، تضررت مئات المنازل إما بأضرار متوسطة أو بالتدمير الكامل، وكان من المتوقع أن تتخذ السلطات الاستعدادات قبل شهر من وقوع الاعصار، في تايوان صاحب الاعصار هطول أمطار غزيرة ورياح مدمرة تسببت في أضرار واضطرابات على نطاق واسع، تشير الأرقام لتضرر ما مجموعه 4.85 مليون أسرة في تايوان وهو رقم قياسي يسجل في الجزيرة في عدد الخسائر، قتل 8 أشخاص على الأقل وأصيب 420 آخرون، وشهدت أجزاء من شرق الصين أعنف موجه من هطول الأمطار في 100 سنة الماضية، مما أدى إلى فيضانات قاتلة وانهيارات أرضية، قتل جرائها 26 شخصا على الاقل، وتجاوز مجموع الخسائر الاقتصادية 13.7 مليار يوان (2.14 مليار دولار).

## وصلات خارجية
- معلومات عامة ومخططات بيانية لمسار الاعصار